# De Cooke & Verhulst Show
De Cooke & Verhulst Show is een Vlaamse latenighttalkshow die wordt uitgezonden op de commerciële televisiezender Play4. De Cooke & Verhulst Show vormt een vervolg op Gert Late Night. De vaste presentatoren van het programma zijn James Cooke en Gert Verhulst.
Het concept van Gert Late Night was lichtjes gewijzigd. Het programma vindt niet meer plaats op de boot Evanna, maar in studio 5 in Schelle. Dagelijks worden enkele andere gasten uitgenodigd. Daarnaast zijn dit keer zo'n vier vaste gasten die wekelijks in het programma verschijnen. Tijdens de aflevering, die iets minder dan een uur duurt, wordt over actuele onderwerpen gesproken, evenals over nieuwtjes uit de showbusiness.
Het eerste seizoen werd van 19 april tot 27 mei 2021 uitgezonden. In het najaar van 2021 kwam Play4 met een tweede seizoen. Het derde en tevens laatste seizoen startte op 18 april 2022 en werd rechtstreeks uitgezonden vanuit De Zuiderkroon in Antwerpen.

## Afleveringen

### Seizoen 1
Bij De Cooke & Verhulst Show kondigde Jambon nieuwe versoepeling aan voor tuinfeesten die met tot vijftig personen kunnen plaatsvinden zonder cateraar. Bij politieke collega's klonk kritiek op Jambons communicatie.
Tijdens het programma lanceerden Ilsen en Verhulst op 25 mei 2021 hun debuutsingle Mooi zo met Gert, James en Jan Smit.
| Week | Afl. | Gasten | Datum         | Live kijkers |
| ---- | ---- | --- | ------------- | ------------ |
| 1    | 1    | Ben Weyts, Maarten Boudry, Amelie Albrecht, Metejoor                                                                  | 19 april 2021 | 408.345      |
| 1    | 2    | Servaas Bingé, Kobe Ilsen, Pommelien Thijs, Jaap Reesema                                                              | 20 april 2021 | 311.675      |
| 1    | 3    | Joeri Cortens, Celine Van Ouytsel, Kedist Deltour, De Romeo's                                                         | 21 april 2021 | 310.111      |
| 1    | 4    | Lotte Vanwezemael, Sander Bauwens, Wesley Sonck, Pedro Elias, Koen De Bouw                                            | 22 april 2021 | 359.172      |
| 2    | 5    | Broers Louis en Hubert van Don’t worry be happy, Peter Boeckx, Marc Coucke                                            | 26 april 2021 | 377.282      |
| 2    | 6    | Deelnemers van Big Brother (Thomas, Jill en Nick)                                                                     | 27 april 2021 | < 207.000    |
| 2    | 7    | Niels Destadsbader, Joeri Cortens, Regi Penxten                                                                       | 28 april 2021 | 259.624      |
| 2    | 8    | Kassierster Debora, Connor Rousseau, Lotte Vanwezemael, Walter De Donder                                              | 29 april 2021 | 385.931      |
| 3    | 9    | Christoff, Ella Leyers                                                                                                | 3 mei 2021    | 339.559      |
| 3    | 10   | Lieven Scheire, Camille Dhont, Regi Penxten, Kobe                                                                     | 4 mei 2021    | < 226.000    |
| 3    | 11   | Margriet Hermans, Celien Deloof, Nora Gharib, Sven Ornelis                                                            | 5 mei 2021    | 313.860      |
| 3    | 12   | Gilles De Coster, Elke Clijsters, Lotte Vanwezemael, Maarten Mollie en Matisse                                        | 6 mei 2021    | 449.999      |
| 4    | 13   | Kandidaten van De Mol (Annelotte De Brandt, Sven Uyttersprot, Lennart Driesen), Benjamin Dalle                        | 10 mei 2021   | 435.883      |
| 4    | 14   | Bart Peeters, Kat Kerkhofs, Lotte Vanwezemael                                                                         | 11 mei 2021   | 300.663      |
| 4    | 15   | Jacques Vemeire, Julie Vermeire, Laurins Dursin, Kenny V.                                                             | 12 mei 2021   | 338.620      |
| 4    | 16   | Kim Van Oncen, Chris Ume, Hanne, Klaasje en Marthe van K3, Amelie Albrecht                                            | 13 mei 2021   | 422.316      |
| 5    | 17   | Marco Borsato, Koen Crucke                                                                                            | 17 mei 2021   | 317.060      |
| 5    | 18   | Jan Jambon, Natalia                                                                                                   | 18 mei 2021   | 280.508      |
| 5    | 19   | Gordon, Jacky Lafon, Amelie Albrecht, Godelieve Voet                                                                  | 19 mei 2021   | 374.346      |
| 5    | 20   | Koen Crucke, Anouk Matton, Amelie Albrecht, Lotte Vanwezemael                                                         | 20 mei 2021   | 286.217      |
| 6    | 21   | Willy Sommers, Jelle Cleymans, Clara Cleymans, Jan Cleymans, Rita                                                     | 24 mei 2021   | 424.965      |
| 6    | 22   | Frank Lammers, Sandra Kim, Vanessa Chinitor, Lisa del Bo, Liliane Saint-Pierre, Viktor Verhulst, Kobe Ilsen, Jan Smit | 25 mei 2021   | 401.940      |
| 6    | 23   | Philippe Geubels, Peter Vanlaet, Steven Spillebeen                                                                    | 26 mei 2021   | 359.690      |
| 6    | 24   | André Hazes, Jeroen Meus, Nora Dari, Lotte Vanwezemael, Veerle Dejaeger                                               | 27 mei 2021   | 492.468      |

Rubrieken
- Vliegende Reporter Amelie: Amelie Albrecht reist om verslag uit te brengen van een actueel onderwerp.
- Seks Met Lotte: Seksuologe Lotte Vanwezemael doorprikt elke week een nieuwe seksmythe.
- Ik kan iets!: Kijkers van het programma wordt gevraagd hun beste talent in te zenden.
- Behind The Scenes: Een kijkje achter de schermen.

### Seizoen 2
| Week | Afl. | Gasten | Tafelgast             | Datum             | Live kijkers |
| ---- | ---- | --- | --------------------- | ----------------- | ------------ |
| 1    | 1    | Lotte Vanwezemael, Matteo Simoni, Dimitri Van den Bergh, Mart Hoogkamer, Amelie Albrecht                          | Rik Verheye           | 6 september 2021  | 315.181      |
| 1    | 2    | Otto-Jan Ham, Jani Kazaltzis, Bruno Vanhove, Tom Vanhove, Arne Vanhove                                            | Marc-Marie Huijbregts | 7 september 2021  | 230.170      |
| 1    | 3    | Goedele Wachters, Corry Konings, John van den Heuvel, Annelies Evens                                              | Frank Lammers         | 8 september 2021  | 222.121      |
| 1    | 4    | Niels Destadsbader, Viktor Verhulst, Monica Geuze, Peter Genyn                                                    | Erik Van Looy         | 9 september 2021  | 244.633      |
| 2    | 5    | Martien Meiland, Marthe De Pillecyn, Hanne Verbruggen, Niels Van Regenmortel, Joeri Cortens                       | Rik Verheye           | 13 september 2021 | 334.777      |
| 2    | 6    | Celine Van Ouytsel, Ian Thomas, Benjamin Dalle, Servaas Bingé, Celine Ramaekers, Elias Hendrickx, Amelie Albrecht | Herman Brusselmans    | 14 september 2021 | 277.524      |
| 2    | 7    | Lieven Scheire, Matthias De Caluwe, Lotte Vanwezemael, Mieke Gorissen                                             | Rani De Coninck       | 15 september 2021 | 189.608      |
| 2    | 8    | William Boeva, Miguel Van Damme, Helmut Lotti                                                                     | Tine Embrechts        | 16 september 2021 | 268.786      |
| 3    | 9    | Bart Kaëll, Xander De Rycke, Peter Luts, Lotte Vanwezemael, Luna Stevens                                          | Jelle Cleymans        | 20 september 2021 | 300.779      |
| 3    | 10   | Sven Mary, Louis Talpe, Laura Tesoro, Tessa Wullaert                                                              | Tine Embrechts        | 21 september 2021 | 265.690      |
| 3    | 11   | Riadh Bahri, Lennart Driesen, Servaas Bingé, De Romeo's                                                           | Margriet Hermans      | 22 september 2021 | 278.037      |
| 3    | 12   | Ruth Beeckmans, Kawtar Ehlalouch, April Darby                                                                     | Herman Brusselmans    | 23 september 2021 | 230.079      |
| 4    | 13   | Christoff, Axel Daeseleire, Frank Vandenbroucke, Conner Rousseau, Danny Kampers                                   | Frank Lammers         | 27 september 2021 | 325.496      |
| 4    | 14   | Bart Peeters, Servaas Bingé, Cath Luyten                                                                          | Tine Embrechts        | 28 september 2021 | 238.453      |
| 4    | 15   | Frans Bauer, Erik Van Looy, Bockie De Repper, Luka Cruysberghs                                                    | Rani De Coninck       | 29 september 2021 | 269.544      |
| 4    | 16   | Boy George, Metejoor, Lotte Vanwezemael                                                                           | Margriet Hermans      | 30 september 2021 | 286.667      |
| 5    | 17   | Barbara Sarafian, Mathieu Terryn, Florian Vermeersch, Servaas Bingé                                               | Rik Verheye           | 4 oktober 2021    | 284.536      |
| 5    | 18   | Nina Derwael, Nicholas Arnst, Feline Janssens                                                                     | Jelle Cleymans        | 5 oktober 2021    | 351.734      |
| 5    | 19   | Eddy Planckaert, Stephanie Planckaert, Junior Planckaert, Get Ready!, Elias Vervecken, Joeri Cortens              | Frank Lammers         | 6 oktober 2021    | 262.945      |
| 5    | 20   | Jill Peeters, Kristel Verbeke, Sven De Ridder, Lotte Vanwezemael, Frank Zegels                                    | Margriet Hermans      | 7 oktober 2021    | 229.946      |
| 6    | 21   | Peter Van de Veire, Amelie Albrecht, Average Rob, Hans Vandeweghe                                                 | Frank Lammers         | 11 oktober 2021   | 318.324      |
| 6    | 22   | Willy Sommers, Lisa del Bo, Wendy Van Wanten, Luc Steeno, Dina Tersago, Yassine Ouaich, Ward Kerremans            | Herman Brusselmans    | 12 oktober 2021   | 296.613      |
| 6    | 23   | Gerard Joling, Jeroen Perceval, Ben Segers, Sverre Rous, Douglas De Coninck, Sabrina Hellemans                    | Rani De Coninck       | 13 oktober 2021   | 285.721      |
| 6    | 24   | Sam Gooris, Bart De Wever, Acid, Radja Nainggolan                                                                 | Erik Van Looy         | 14 oktober 2021   | 278.531      |

### Seizoen 3
| Week | Afl. | Datum         | Live kijkers |
| ---- | ---- | ------------- | ------------ |
| 1    | 1    | 18 april 2022 | 269.852      |
| 1    | 2    | 19 april 2022 | 259.187      |
| 1    | 3    | 20 april 2022 | 204.480      |
| 1    | 4    | 21 april 2022 | 213.675      |
| 2    | 5    | 25 april 2022 | 230.057      |
| 2    | 6    | 26 april 2022 | 220.717      |
| 2    | 7    | 27 april 2022 | 234.664      |
| 2    | 8    | 28 april 2022 | 206.434      |
| 3    | 9    | 2 mei 2022    | 219.896      |
| 3    | 10   | 3 mei 2022    | 221.095      |
| 3    | 11   | 4 mei 2022    | 195.079      |
| 3    | 12   | 5 mei 2022    | 237.663      |
| 4    | 13   | 9 mei 2022    | 247.861      |
| 4    | 14   | 10 mei 2022   | 197.883      |
| 4    | 15   | 11 mei 2022   | 237.351      |
| 4    | 16   | 12 mei 2022   | 173.559      |
| 5    | 17   | 16 mei 2022   | 250.947      |
| 5    | 18   | 17 mei 2022   | 196.179      |
| 5    | 19   | 18 mei 2022   | 183.048      |
| 5    | 20   | 19 mei 2022   | 237.185      |
| 6    | 21   | 23 mei 2022   | 236.625      |
| 6    | 22   | 24 mei 2022   | 299.485      |
| 6    | 23   | 25 mei 2022   | 267.485      |
| 6    | 24   | 26 mei 2022   | 325.947      |

Rubrieken
- Amelie Albrecht brengt als vliegende reporter verslag uit van een actueel onderwerp.
- Karen Damen en Jonatan Medart trekken er om de beurt live op uit om opdrachten uit te voeren.
- Celine Van Ouytsel houdt tijdens het programma de sociale media in de gaten en brengt de leukste reacties van de kijkers.

## Ontvangst
De serie haalde gemiddeld 320.000 kijkers, Humo schreef dat De Cooke & Verhulst Show "goed uit de startblokken schoot met 408.345 kijkers maar daarna rond de 300.000 bleef hangen." De laatste aflevering op 26 mei 2022 haalde 325.947 kijkers.